# 佐藤直子
佐藤 直子（さとう なおこ、1955年1月2日 - ）は、東京都千代田区出身の元女子プロテニス選手。元日本プロテニス協会理事長。東京国際大学特命教授・硬式テニス部監督。BS朝日放送番組審議会委員、日本スポーツ協会監事、日本スポーツ仲裁機構理事、公益財団法人日本テニス助成財団理事長。
2011年3月に早稲田大学大学院スポーツ科学研究科修士課程修了。平田竹男教授のもとでトップスポーツビジネスを研究する。
主に1970年代後半から1980年代にかけて活躍した。主に全豪オープンで好成績を出し、1977年1月開催の大会でシングルスベスト8、1978年大会で女子ダブルス準優勝の記録を残した。
夫は、外交官の塩口哲朗。

## 略歴
1955年1月2日、生まれたその日にテニスラケットを握る。永田町小学校（現在の千代田区立麹町小学校）在学中からテニスに親しみ、全日本テニス選手権の「15歳以下」の部門に12歳（学習院女子中等科1年）で優勝、学習院女子高等科3年の時に全日本室内選手権シングルス優勝。16歳から単身で海外遠征を始め、1973年からアメリカのヒューストン大学に留学する。ジュニア時代の戦績は、1973年全仏オープンジュニアシングルス3位（準決勝でミマ・ヤオソベックに敗退）、全英オープンジュニアシングルスベスト8（マルティナ・ナブラチロワに敗退）、オーストリアオープンジュニアシングルス優勝、カナディアンオープンジュニアシングルス優勝。1973年3月南アフリカで開催されたフェドカップに沢松和子、畠中君代と共にメンバーに選ばれるが出場はなし。その後、1976年から女子テニス国別対抗戦・フェドカップの日本代表選手として活躍、1980年までその位置にあった。1977年の全豪オープンは、年頭の1月開催と年末の12月開催の2回行われた。佐藤が女子シングルスのベスト8に入ったのは、年頭の1月開催の大会である。準々決勝でカレン・クランツケ（オーストラリア）に 3-6, 6-4, 0-6 で敗れた。12月開催の大会でも活躍し、2回戦でイボンヌ・グーラゴング・コーリーに 4-6, 0-6 で敗れている。
1978年全豪オープンは12月の年末開催であったが、佐藤はパム・ホワイトクロス（オーストラリア）とペアを組んだ女子ダブルスで決勝に進出した。しかし、その決勝戦ではベッツィ・ナゲルセン（アメリカ）とレナータ・トマノワ（チェコスロバキア）組に 5-7, 2-6 で敗れた。
佐藤の他の4大大会自己最高成績は、全仏オープンが1981年の2回戦進出、ウィンブルドンが1976年の2回戦進出である。ウィンブルドンには、1973年から14年間に渡ってシングルス、ダブルス、ミックスダブルスのいずれかで本戦に出場し続けた。全米オープンは1981年のみの出場で、1回戦敗退に終わった。
全日本テニス選手権での佐藤は、1976年・1984年・1986年・1988年の4度女子ダブルス部門で優勝がある。全日本室内テニス選手権では、シングルスで4勝を挙げた。ジャパン・オープンでは、女子ダブルスで1976年・1978年の2度優勝した。佐藤は競技経歴を長く続行し、1991年2月の「東レ パン・パシフィック・オープン・テニストーナメント」予選1回戦でレネ・スタブス（オーストラリア）に敗れるまでトーナメントに出場した。
1992年6月、第16回参議院議員通常選挙において、日本新党の比例代表名簿搭載予定者として発表されたが、党代表の細川護煕は公示日前日の7月7日に比例順位をようやく立候補者に伝えた。1位の細川に次いで2位に記載されたのは当時ニュースキャスターの小池百合子だった。9位に記載された佐藤は、比例順位が伝えられたその日に立候補を辞退した。
1993年3月、全日本室内ダブルスへの出場（パートナー、神尾米）を最後に引退。選手引退後の佐藤は、タレントやコメンテーターとして活動した。
1996年の第41回衆議院議員総選挙に新進党公認で、東京都第16区から立候補するが落選。1998年の第18回参議院議員通常選挙には民主党公認で、比例区から立候補したが落選した。
2010年4月、早稲田大学大学院スポーツ科学研究科修士課程1年制コースに入学。平田竹男教授の研究室に所属して研究活動を行った。2011年3月に修了。同研究室の卒業生には桑田真澄や江口晃生などがいる。
2011年4月に東京国際大学の招聘に応じ、同大特命教授・硬式テニス部監督に就任したことが発表された。日本スポーツ仲裁機構理事なども歴任。
2011年6月、日本プロテニス協会の理事長に就任。1972年の同協会設立以来、初の女性理事長となった。ジュニア選手の育成などに携わり、最近では、後輩の女子プロ選手達により多くのチャンスを与えるために、日本で数少ないITF（世界テニス連盟）25,000ドルの国際大会（能登和倉国際女子オープンテニス）を開催している。